# Charles của Pháp, Bá tước xứ Valois
Charles xứ Valois (tiếng Pháp: Charles de Valois; 12 tháng 3 năm 1270 – 16 tháng 12 năm 1325), là con trai thứ ba của Philippe III của Pháp và Isabel của Aragón, là một thành viên của Nhà Capet và là người sáng lập Vương tộc Valois cai trị Pháp từ năm 1328 đến năm 1589.
Charles cai trị một số Thân vương quốc. Charles là bá tước của xứ Valois, Alençon và Perche. Qua cuộc hôn nhân của mình với Margaret xứ Anjou, ông trở thành Bá tước xứ Anjou và Maine. Trong cuộc hôn nhân với Catherine I, Nữ hoàng Đế chế Latinh, trên danh nghĩa, ông trở thành Hoàng đế đồng trị vì Đế chế Latinh của người Hy Lạp từ 1301 đến năm 1307, mặc dù tước vị chỉ trên danh nghĩa và chỉ được công nhận bởi các quốc gia thập tự chinh ở Hy Lạp.
Cháu trai của Thánh Louis, Charles xứ Valois là con trai, anh trai, anh rể và con rể của các vị vua hoặc hoàng hậu (của Pháp, Navarre, Anh và Naples). Con cháu của ông từ Nhà Valois sẽ trở thành hoàng tộc hoàng gia Pháp ba năm sau khi ông qua đời, bắt đầu với con trai Philippe VI của Pháp.